# Asclepias viridula
Asclepias viridula är en oleanderväxtart som beskrevs av Alvin Wentworth Chapman. Asclepias viridula ingår i släktet sidenörter, och familjen oleanderväxter. Inga underarter finns listade i Catalogue of Life.